# California Science Center
Het California Science Center is een Amerikaans wetenschapsmuseum in Los Angeles, Californië. Het museum is het grootste in zijn soort in het westen van de Verenigde Staten.
Het museum, gelegen in het Exposition Park, grenst aan de campus van de University of Southern California. Het werd daar opgericht in 1951 onder de toen geldende naam van California Museum of Science and Industry. In 1998 kreeg het museum zijn huidige naam.
Het museum heeft een uitgebreide collectie verzamelstukken uit de lucht- en ruimtevaart.  Zo is de spaceshuttle Endeavour in dit museum tentoongesteld, maar ook de capsule van de MR-2 waarmee de chimpansee Ham tijdens het Mercuryprogramma in de ruimte werd gebracht en terugkwam, een Gemini 11 capsule, een commandomodule van het Apollo-Sojoez-testproject, een prototype van de lander van het Vikingprogramma, een imitatie van de module van de Cassini-Huygensen de modules van de Pioneer 10, Mariner 4 en Pioneer Venus. Tot de vliegtuigcollectie behoren een Douglas DC-8, een Lockheed F-104 Starfighter, een Lockheed A-12, een nagebouwde Bell X-1 (gebruikt in de film The Right Stuff), een Northrop T-38 Talon en een F/A-18 Hornet. 
Een museumvleugel is gewijd aan innovatie en uitvindingen (met heel wat interactieve opstellingen). Het draait in deze opstellingen rond constructies, energie en transport.
De natuurlijke levensprocessen, gelijkenissen en verschillen tussen organismen, lichaamsorganen als hart en hersenen, DNA en microscopisch kleine organismes, zijn een derde thema ...
Het museum herbergt ook een collectie levende dieren en aquaria in een permanente tentoonstelling over dieren in hun natuurlijke habitat en de aanpassing aan verschillende ecosystemen. Om die reden is het museum ook lid van de Association of Zoos and Aquariums. Het California Science Center is elke dag geopend van 10:00 a.m tot 5:00 p.m uur.